# 粗叶卷柏
粗叶卷柏（学名：Selaginella doederleinii ssp. trachyphylla）为卷柏科卷柏属下的一个亚种。

## 扩展阅读
- 維基物種上的相關：粗叶卷柏